# Arboreto del Northfield Park
El Arboreto del Northfield Park (en inglés: Northfield Park Arboretum) es un parque público, así como arboreto y jardín botánico, que se encuentra en Gering, Nebraska.  

## Localización
Se encuentra en el centro de Gering.
Northfield Park Arboretum Beverly Boulevard, Gering,  Scotts Bluff county Nebraska NE 69341 United States of America-Estados Unidos de América
Planos y vistas satelitales.41°50′7″N 103°40′7″O / 41.83528, -103.66861
El arboreto está abierto al público sin ninguna tarifa de entrada.

## Historia
El "Northfield Park Arboretum" fue una vez un cañón largo y estrecho, y ahora se considera una "exposición viva" de árboles, arbustos y otras formas de vida vegetal que crecen en la región Gering. 
Tiene las características de "parque"-arboretum  tradicional, con plantas que necesitan cuidados adicionales para prosperar en la zona, así como una zona "natural" que muestra las plantas nativas adaptadas a las condiciones del parque.
Se encuentra con la denominación de un "Accredited Arboretum" desde 1986.

## Colecciones
Entre sus colecciones de plantas son de distinguir:
- Las plantas que pueden prosperar con un poco de cuidado extra y agua,
- Área natural donde se exhiben las plantas autóctonas bien adaptadas a las condiciones existentes en el lugar.
- Quercus,
- Fagus,
- Amsonia,
- Echinaceas,